# پیتر دانلی (بازیکن فوتبال، زاده ۱۹۶۵)
پیتر دانلی (انگلیسی: Peter Donnelly؛ زادهٔ ۱۱ مهٔ ۱۹۶۵) بازیکن فوتبال اهل بریتانیا است.